# Stade Makarios
 (avril 2025).
Si vous disposez d'ouvrages ou d'articles de référence ou si vous connaissez des sites web de qualité traitant du thème abordé ici, merci de compléter l'article en donnant les références utiles à sa vérifiabilité et en les liant à la section « Notes et références ».
Le stade Makarios (en grec moderne : Μακάρειο Στάδιο), est un stade de football situé à Engomi dans la peripherie de Nicosie, capitale de Chypre. Il était le plus grand stade du pays avec une capacité de 16 000 spectateurs jusqu'à la construction du stade GSP en 1999. 
Il accueillait les rencontres à domicile de l'équipe de Chypre de football et de deux équipes du championnat de Chypre : l'APOEL et l'Omonia Nicosie. Depuis 1999, ils évoluent au stade GSP. 
Il accueille les rencontres à domicile de trois équipes du championnat de Chypre de D2 : le Digenis Morphou, l'Olympiakos Nicosie et l'Ethnikos Assias.

## Histoire
Inauguré en 1978, il était le terrain de jeu de l'APOEL et de l'Omonia Nicosie qui déménagent dans le nouveau stade GSP. Le stade porte le nom du 1er président de la république de Chypre Makarios III. 
De nos jours, le stade est utilisé par des clubs de deuxième division, le Digenis Morphou, l'Olympiakos Nicosie et l'Ethnikos Assias. Le Doxa Katokopias, il a joué quatre saisons quand le club évoluait en première division de 2007 à 2011. 
Le stade a joué de nombreuses reprises la finale de la coupe de Chypre, supercoupe de Chypre, et le stade a été utilisé pour les jeux des petits États d'Europe en 1989. 

## Événements
- Jeux des petits États d'Europe 1989
- Finale de la Coupe de Chypre de football
- Finale de la Supercoupe de Chypre de football